# Schloss Myllendonk

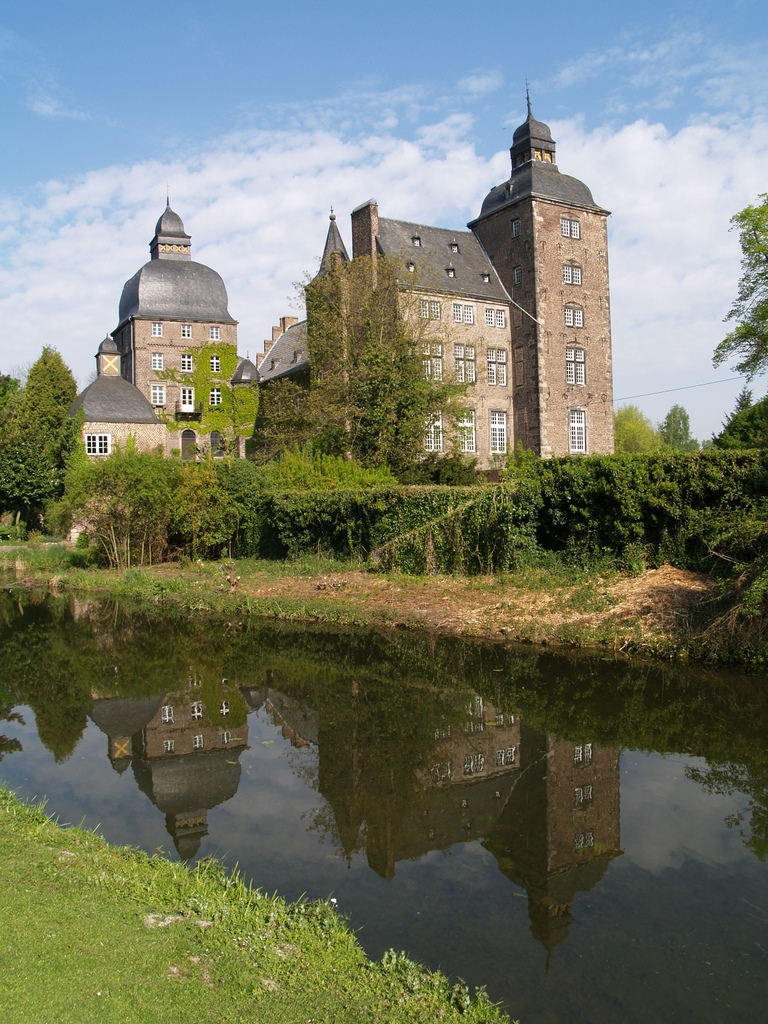
Schloss Myllendonk

Das Schloss Myllendonk ist ein Wasserschloss, das bei Korschenbroich (Ortsteil Herrenshoff) direkt östlich der Niers nahe der Stadtgrenze zu Mönchengladbach liegt. Es war Verwaltungs- und Amtssitz der Herrschaft und späteren Reichsherrschaft Myllendonk.

## Besitzer und Bewohner
Die seit 1166 nachweisbaren Herren von Myllendonk besaßen unter den niederrheinischen Adelsgeschlechtern eine bedeutende Stellung, die sich in umfangreichen Besitzungen manifestierte. Als bekanntester Sohn der Familie gilt der Benediktinerabt und spätere Zisterziensermönch Caesarius von Milendonk. Seine Schwester Irmintrudis von Mylendonk war Äbtissin des Benediktinerinnenklosters Dietkirchen (Bonn).
Als Ende des 13. Jahrhunderts die Familie ausstarb, gelangte Myllendonk an die Herren von Salm-Reifferscheid und um 1346 durch Heirat an die von Mirlaer. Letztere benannten sich später nach ihrem neuen Stammsitz von Myllendonk.
Ab 1621 war das Schloss in mehrfach wechselndem gräflichen und herzoglichen Besitz, zuletzt in dem der Grafen von Ostein. 1700 erlangte die bis Ende des 13. Jahrhunderts selbstständige Herrschaft Myllendonk ihre Reichsunmittelbarkeit zurück.
1794 wurde die Region von französischen Revolutionstruppen besetzt (Erster Koalitionskrieg). Im Jahre 1803 kaufte Franz Gottfried von Maercken die Anlage, die 1832 über dessen Nichte an die Familie der Freiherren von Wüllenweber ging, die seither das Schloss bewohnt und pflegt.
Freiin Therese von Wüllenweber wurde am 19. Februar 1833 auf Schloss Myllendonk als Tochter von Theodor von Wüllenweber geboren. Sie ist die Gründerin der Salvatorianerinnen und wurde deren Generaloberin. Bekannt ist sie unter dem Namen Mutter Maria von den Aposteln.

## Baugeschichte

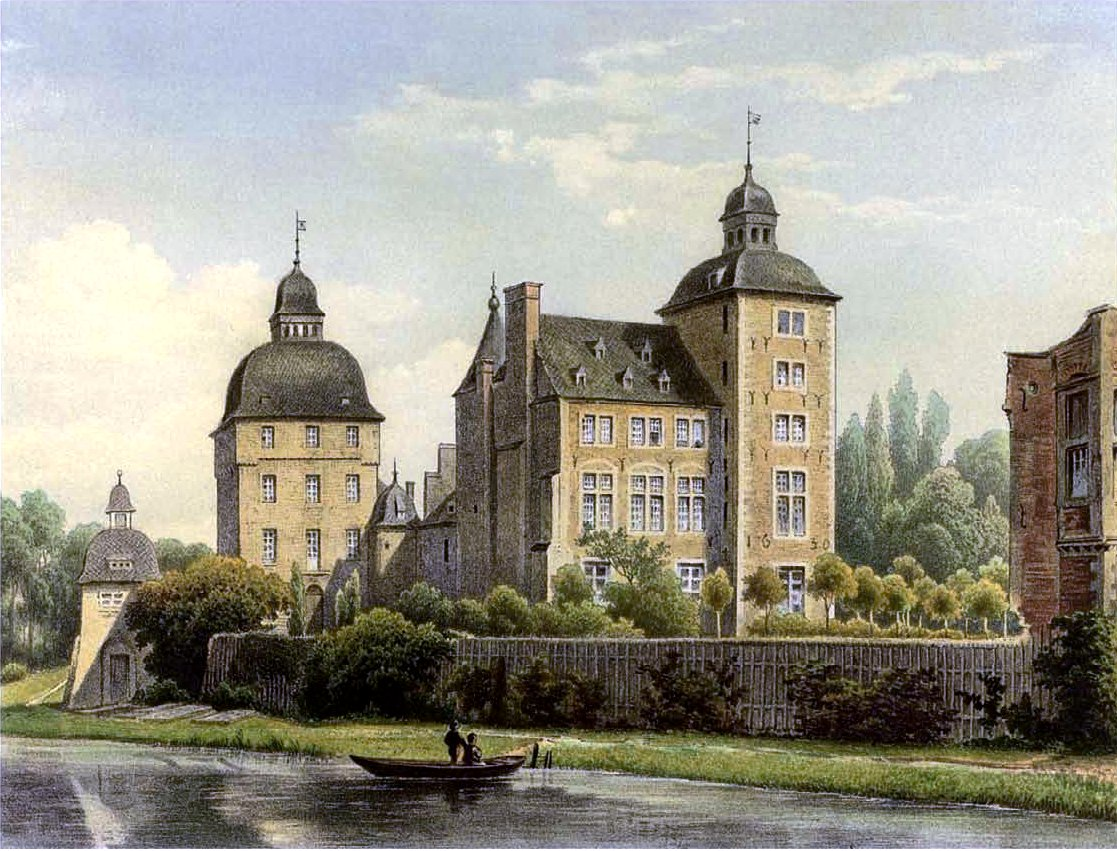
Schloss Myllendonk um 1860, Sammlung Alexander Duncker

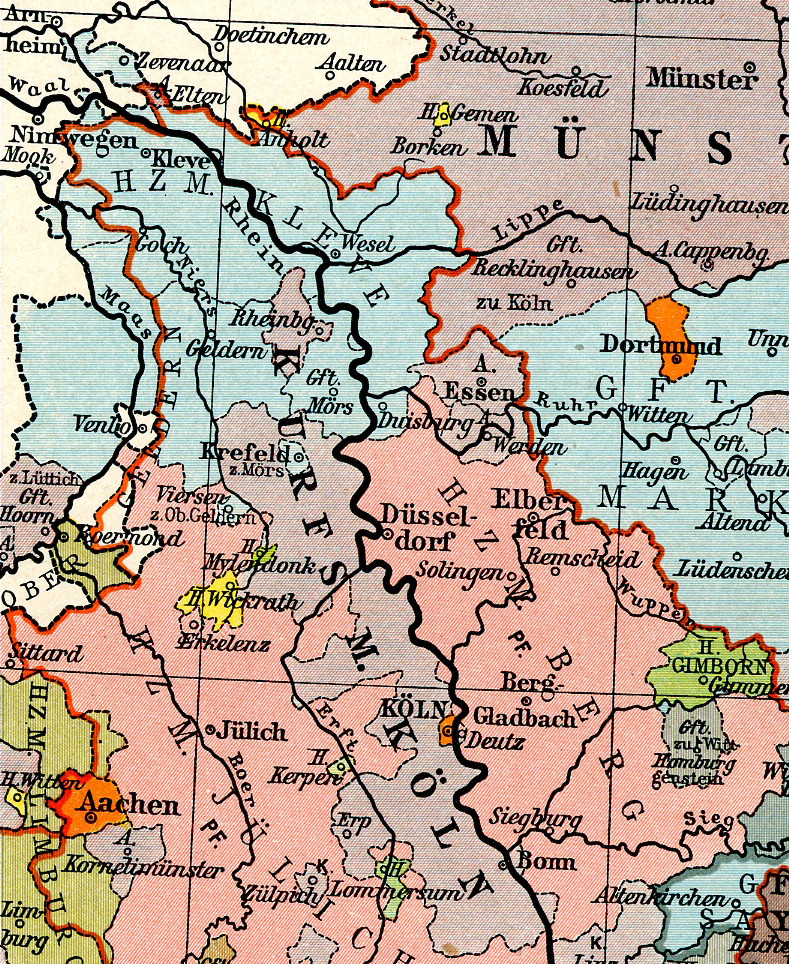
Die Lage der Herrschaft Myllendonk auf einem historischen Schulatlas von 1905 (grün, nordöstlich der Herrschaft Wickrath)

Unmittelbar am Ostufer der begradigten Niers liegt die weitläufige, von Wassergräben umgebene und mehrfach untergliederte Anlage. Sie wird von der im Osten liegenden Zufahrt erschlossen. Über drei Brücken gelangt man von der äußeren Vorburg auf die innere Vorburginsel, die 1263/64 dem Kölner Erzbischof Engelbert I. zu Lehen aufgetragen wurde, und schließlich in die Hauptburg. Zwischen dieser und dem westlichen Außengraben liegt eine vierte Burginsel, die als Nutzgarten diente.
Myllendonk, das auf Pfählen in der Niersaue erbaut wurde, beeindruckt durch seine hohen Backsteingebäude, die die baumbestandene Landschaft überragen. Die verschachtelte Silhouette des Schlosses entspricht dem malerisch-romantischen Bild einer trutzigen Wasserburg.
Ein 1559 datierter Wappenstein, der 1856 an die erneuerte Hoffront des Westturms versetzt wurde, deutet auf Um- und Erweiterungsbauten hin. Möglicherweise stammte er von dem neu errichteten Ostflügel, der auch die Zufahrt überspannte.
Als 1591 Teile des gotischen Palas einstürzten, wurde dessen Hoffront vollständig erneuert und mit einer dekorativen Renaissance-Loggia ausgestattet. Aus dem letzten Jahrzehnt des 16. Jahrhunderts stammen außerdem alle Dächer und die laternenbekrönten Turmhauben. Gemäß der Datierung eines Mauerankers wurden 1630 der sechsgeschossige Nordostturm und die Ostfassade des Seitenflügels zu einer barocken Schaufront umgestaltet.
Die neu geschaffene Pracht, die von einem barocken Terrassengarten mit kleinem Pavillon abgerundet wurde, bestand nicht lange. Im Jahre 1642 wurde das Schloss bei kriegerischen Auseinandersetzungen beschädigt sowie in den Jahren 1655 und 1671 von spanisch-geldrischen Truppen besetzt, die die angestrebte Loslösung aus dem Lehnsverband verhindern sollten. In diesem Zusammenhang wurde der Arkadengang vermauert und Mitte des 18. Jahrhunderts der Südteil des Ostflügels einschließlich der Tordurchfahrt abgebrochen.

## Heutige Nutzung

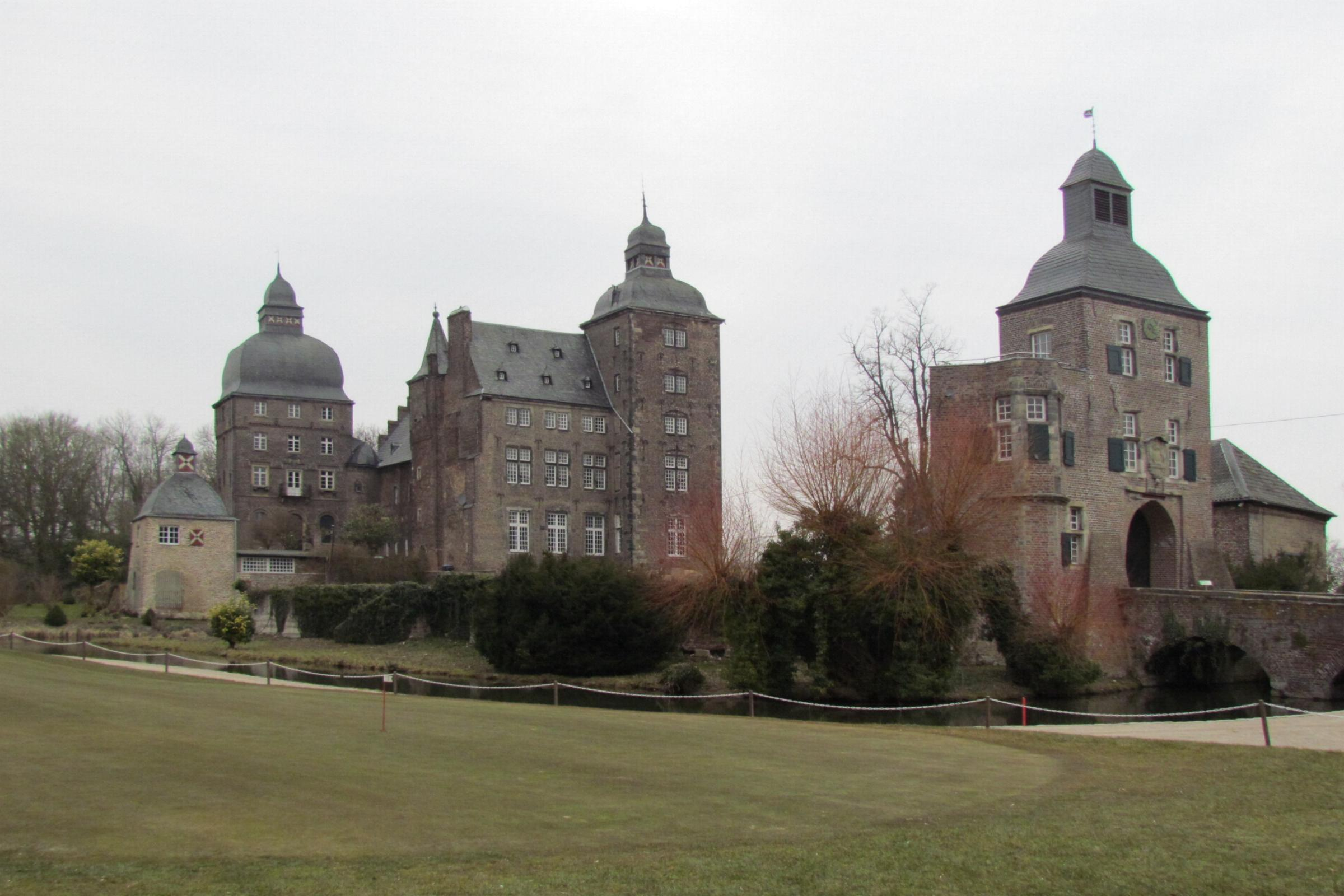
Schloss und Torbau

Heute befindet sich auf dem zum Schloss gehörenden Areal ein 18-Loch-Meisterschaftsgolfplatz. Die Anlage wird vom Golfclub Myllendonk betrieben. Der Club wurde 1965 mit neun Spielbahnen gegründet und im Jahr 1980 auf 18 Loch erweitert. Der Platz bietet heute eine Herausforderung für alle Spielstärken.
Die Spielbahnen sind im Schlosspark mit altem Baumbestand eingebettet; es gibt zahlreiche Wasserhindernisse.

## Denkmalbeschreibung
Dreiteilige Wasseranlage, Herrenhaus, Winkelbau mit großem Eckturm und Treppenturm, von innerer Vorburg nur Torturm erhalten, äußere Vorburg dreiflügelig. Hauptbausubstanz mittelalterlich, Erweiterung 16. Jahrhundert. Umbau 17. Jahrhundert, Wirtschaftsgebäude 1705. 1856 Hoffassade des Hauptturmes erneuert, im Erdgeschoss Rundbogenfenster, darüber Balkon, neue Quergesimse, neue kleinteilige Fenster, insgesamt an Vorgängerfassade angelehnt, aber dünnere Formen.
Kapellenausbau im Untergeschoss. (Herzog, Arbeitsheft 37)
Die Ölgemälde stellen Szenen aus der Geschichte Christi dar und stammen aus dem 18. Jahrhundert. Signiert sind die Ölgemälde mit dem Namen „Jacobus Sitterig“.
(Die Eintragung der Ölgemälde erfolgte als „historische Ausstattungsstücke“ des bereits am 25. Juli 1985 unter Denkmalschutz gestellten Schlosses Myllendonk.)